# 长板叶蝉属
长板叶蝉属（学名：Paraplacidellus）是叶蝉科下的一个属。

## 下属物种
本属包括以下物种：
- 多斑长板叶蝉 Paraplacidellus maculatus Zhang, Wei & Shen, 2002[2]